# Круммін
Круммін (нім. Krummin) — громада в Німеччині, розташована в землі Мекленбург-Передня Померанія. Входить до складу району Передня Померанія-Грайфсвальд. Складова частина об'єднання громад Ам-Пенестром.
Площа — 10,70 км2. Населення становить 244 ос. (станом на 31 грудня 2020).